# جان بی. تیلور
جان بی. تیلور (انگلیسی: John B. Taylor؛ زادهٔ ۸ دسامبر ۱۹۴۶) استاد کرسی مری و رابرت ریموند اقتصاد در دانشگاه استنفورد، و عضو ارشد پیوسته جرج پی. شولتس اقتصاد در نهاد هوور دانشگاه استنفورد است.
او که متولد یانکرز، است بی‌ای را ازدانشگاه پرینستون در ۱۹۶۸ و پی‌اچ‌دی را در ۱۹۷۳، از استنفورد هر دو در علم اقتصاد دریافت کرد. او پیش از بازگشت به استنفورد در دانشگاه کلمبیا و مدرسه وودرو ویلسون دانشکده اقتصاد دانشگاه پرینستون تدریس کرد. او جوایز بسیاری دریافت کرده‌است.